# Ernie Klassen
Pour les articles homonymes, voir Klassen.
Ernie Klassen est un homme politique canadien en Colombie-Britannique.
Il est député de la circonscription fédérale britanno-colombienne de Surrey-Sud—White Rock à la Chambre des communes depuis 2025 sous la bannière du Parti libéral du Canada.

## Biographie
Ouvertement gay, Klassen est président de la White Rock Pride Society. Il siège également au conseil municipal de White Rock à partir du 15 octobre 2022,.
Candidat pressentie pour la parti BC United pour les élections provinciales de 2024 dans Surrey South, le chef du parti Kevin Falcon (en) annonce suspendre la campagne du parti et le retrait de l'ensemble des candidats du parti le 28 août 2024.